# Möbiova páska

Princip Möbiovy pásky

Möbiova páska (také Möbiův pás, Möbiův pásek nebo Möbiův list) je plocha, která má jen jednu stranu a jednu hranu. V roce 1858 ji nezávisle na sobě objevili (resp. „vynalezli“) matematici August Ferdinand Möbius a Johann Benedikt Listing. Ve starší literatuře se nazývá také Simonyho prstenec. Protože orientace plochy Möbiovy pásky není možná, patří mezi neorientovatelné plochy. Lze ji najít na každé neorientovatelné ploše, například na Kleinově láhvi.
Jde o jednoduše vyrobitelný objekt, který přitom velmi názorně ukazuje efekty deformace dvojrozměrné plochy do třetího rozměru.

## Matematický popis
Jednotkovou Möbiovu pásku lze jednoduše matematicky popsat pomocí parametrických rovnic:
{\displaystyle x=\cos {\alpha }+p\cos {\frac {\alpha }{2}}\cos {\alpha }}
{\displaystyle y=\sin {\alpha }+p\cos {\frac {\alpha }{2}}\sin {\alpha }}
{\displaystyle z=p\sin {\frac {\alpha }{2}}},
kde {\displaystyle \alpha } a {\displaystyle p} jsou parametry, pro které platí
{\displaystyle 0\leq \alpha \leq 2\pi }
{\displaystyle p_{\min }\leq p\leq p_{\max }}
Hodnoty {\displaystyle p_{\min }} a {\displaystyle p_{\max }} určují šířku pásky a mohou být stanoveny z otevřeného intervalu {\displaystyle \left(-1,1\right)}.

## Výroba

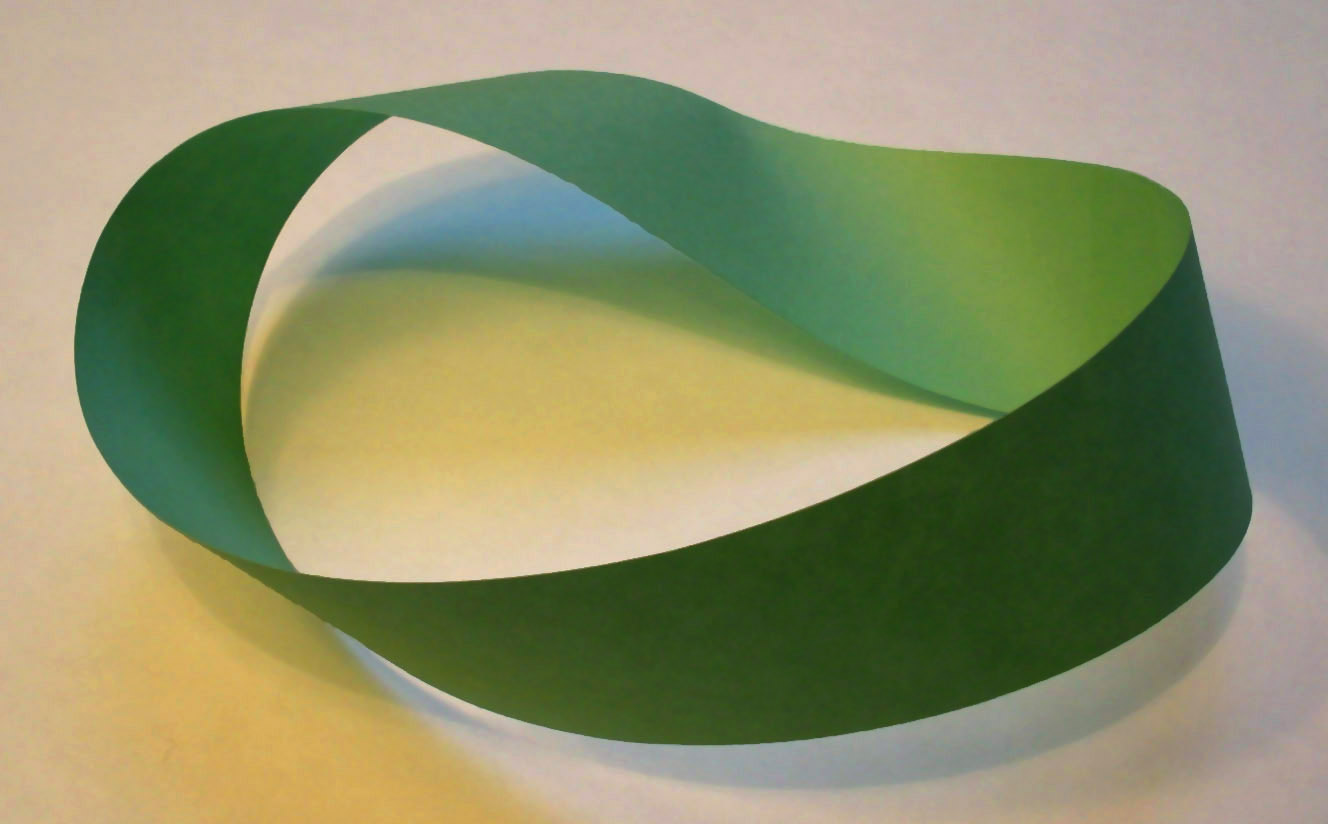
Möbiova páska vytvořená z papíru

K vytvoření stačí vzít delší úzký pruh papíru, jehož jeden konec se jednou příčně přetočí (jedna půlotáčka) a takto slepí s druhým koncem. Nevznikne tak běžný prstenec se dvěma stranami, ale paradoxní objekt, který je sice trojrozměrný, má však jen jednu jedinou stranu (rub a líc na sebe navzájem navazují, jedno přechází v druhé; má tedy ve skutečnosti jen líc, resp. jen rub) a jednu souvislou hranu (vedoucí po obou stranách pásky).
Pásku podobných vlastností obecně získáme, pokud počet příčných přetočení jednoho konce pásky vůči druhému bude lichý. (Pokud je sudý, vznikne páska sice protočená, ale s klasickými vlastnostmi – dvěma stranami a dvěma hranami.)

## Další efekty
Pokud je Möbiova páska uprostřed podélně rozstřižena, vznikne jeden dlouhý, několikrát protočený proužek.
Pokud není Möbiův proužek podélně rozstřižen uprostřed, ale u okraje, vzniknou dva do sebe vpletené proužky, jeden dvakrát delší než původní proužek bez vlastností Möbiova proužku, druhý s jeho vlastnostmi. Pokud se bude v rozstříhávání pokračovat, vzniknuvší proužky budou propleteny se všemi předcházejícími.

## Využití

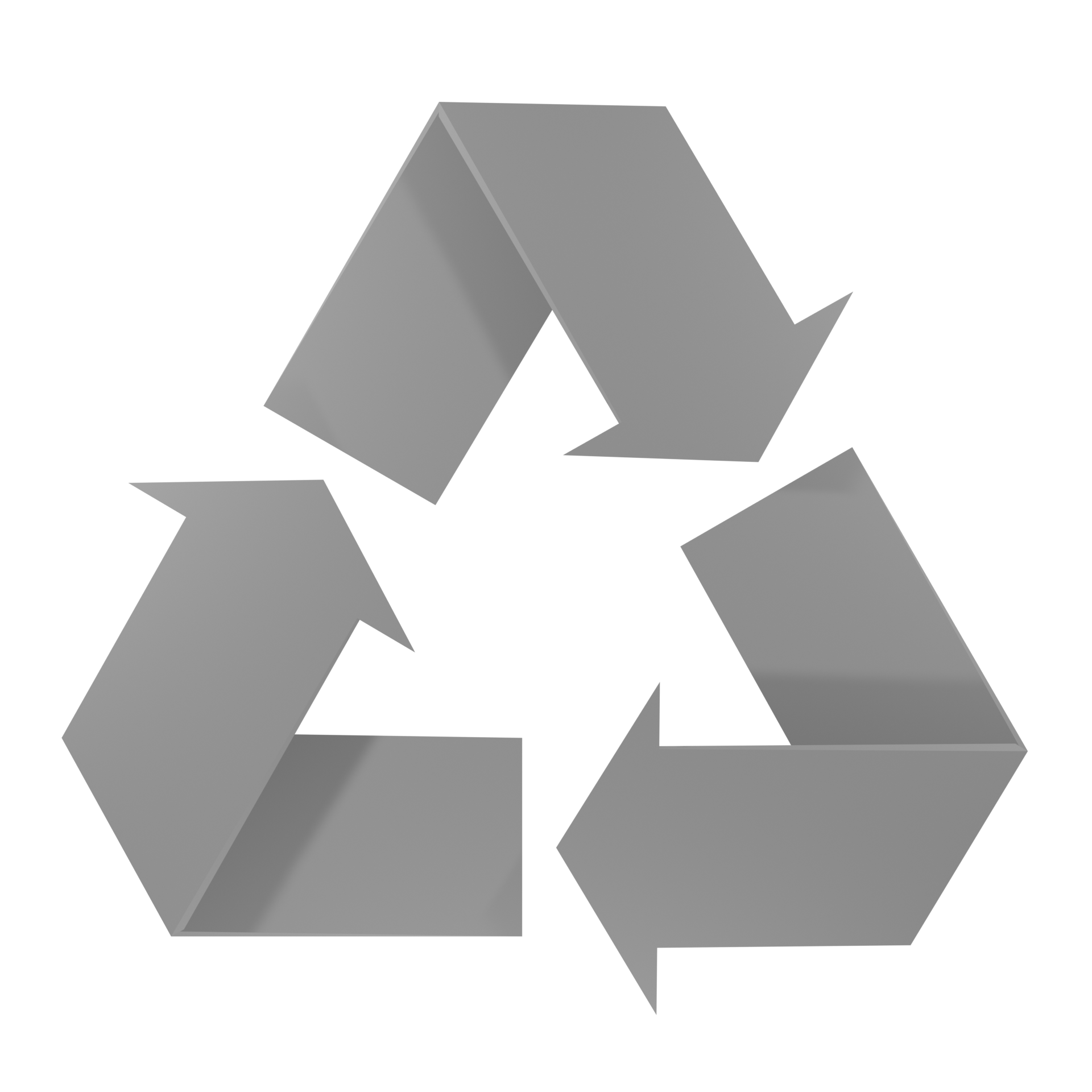
Recyklační symbol

Möbiův pás našel své uplatnění i v technické praxi. Např. pro dopravníky nebo jako nekonečná přehrávací smyčka s dvojnásobnou délkou záznamu.
Využití nalezl také v průmyslovém designu. Gary Anderson, autor vítězného návrhu recyklačního symbolu, uvedl, že se inspiroval Möbiovým pásem. Symbol se užívá více než 50 let. 

## V kultuře
Möbiův pás svou fascinující jednoduchostí inspiroval mnohé umělce. M. C. Escher vytvořil několik obrazů s touto tematikou. Nejznámější z nich je Möbius Strip II, na kterém kráčí po Möbiově pásku mravenci. Brazilská umělkyně Lygia Clarková použila Möbiův pás, aby zapojila diváky do tvorby  uměleckého díla nazvaného Chůze (Caminhando, 1963).
Möbiův pás je oblíben i ve vědeckofantastickém žánru:
- Arthur C. Clarke – povídka The Wall of Darkness (česky Stěna z temnoty)
- A. J. Deutsch – A Subway Named Möbius (česky pod názvem Podzemní dráha Möbius)
- Brian Lumley – Nekroskop
- Johanna Sinisalo - Möbiuksen maa (2010; Möbiova země) – finský román pro děti odehrávající se ve fantastickém světě, který dostane tvar Möbiovy pásky
- Moebius – argentinský film (1996)
- Silent Möbius – televizní anime seriál (1991, 1998)
- Jojo's Bizarre Adventure: Stone Ocean - manga (2001-2003), anime (2021-2022)
- Avengers: Endgame - americký film o superhrdinech, Tony Stark zde pomocí Möbiovy pásky vynalezl stroj času (2019)[5]

Trojrozměrný ekvivalent, Möbiovu krychli, také použil Dan Simmons ve svém Kantosu Hyperionu, jakožto úložiště schopné uzavřít předměty nebo bytosti s obrovskou energií.
Möbiova páska je vyobrazena v logu německého předsednictví v Radě Evropy v druhé polovině roku 2020. Symbolizuje Evropu jako solidární a inovativní, jako jednotící prvek, který spojuje rozdílné zájmy.